# Želetava
Želetava (in tedesco Schelletau) è un comune ceco situato nel distretto di Třebíč, nella regione di Vysočina.